# Acraea axina
Acraea axina là một loài bướm ngày thuộc họ Nymphalidae. Nó được tìm thấy ở tây nam châu Phi, ở Zululand, Zimbabwe, Mozambique, tỉnh Transvaal, Botswana, và Malawi.
Sải cánh dài 35–40 mm đối với con đực và 36–44 mm đối với con cái. Con trưởng thành bay quanh năm, nhiều nhất vào từ tháng 9 đến tháng 5. Có nhiều lứa trong năm.